# ムラサキスポーツ
株式会社ムラサキスポーツは、東京都台東区に本社を置くスポーツ用品やカジュアルウェアの販売会社である。

## 概要
1968年、在日韓国人の金山良雄（会長）が創業したスポーツ用品の販売店ないし専門店「紫商会」にはじまる。1973年からスケートボード、1980年からサーフィン、スノーボード等のアクティブスポーツ用品を扱うようになり、同年には原宿（神宮前）に第2号店舗を構えた。

### 店舗
2020年9月現在、日本国内では福井県、鳥取県、長崎県を除いた44都道府県に129店舗、それ以外にもオンラインショップや海外にも進出をしている。

## アスリート支援
主にスケートボードやスノーボード、BMXの選手やダンサー等の支援を行っている。

### 主な所属者

#### スケートボード
- 西矢椛 - 2020年東京オリンピック女子スケートボードストリート金メダリスト。
- 中山楓奈 - 2020年東京オリンピック女子スケートボードストリート銅メダリスト。

#### スノーボード
- 村瀬心椛[3] - 2022年北京オリンピック女子スノーボードビッグエア銅メダリスト。

## 音楽作品
- murasaki sports ムラスポミュージックLIFE Vol.1（2010年7月14日)[4]